# Alphitonia obtusifolia
Alphitonia obtusifolia är en brakvedsväxtart som beskrevs av Kenneth William Braid. Alphitonia obtusifolia ingår i släktet Alphitonia och familjen brakvedsväxter. Utöver nominatformen finns också underarten A. o. tenuis.